# 夢幻紳士
《夢幻紳士》為日本漫畫家高橋葉介自1981年開始發表的漫畫系列作品。1987年被改編為OVA。改編的真人版電影《夢幻紳士 人形地獄》則於2021年上映。

## 概述
《夢幻紳士》是高橋陽介的代表作之一，主要以昭和初期的日本為背景，以黑衣偵探「夢幻魔実也」為主角。
根據作品/系列的不同，其風格和設定有很大差異，基本上可視為是不同世界觀的故事，主角「夢幻魔実也」的基本設定也因作品或系列的不同而有很大差異，但他們的風格是相同的，都穿著黑色西裝、白色圍巾、戴著寬邊黑色圓頂禮帽。

## 外部連結
- 夢幻紳士（漫畫）在動畫新聞網百科全書中的資料（英文）